# Keanu Brandt
Keanu Brandt (* 17. März 2004) ist ein deutscher Fußballspieler. Der Mittelfeldspieler steht bei Hannover 96 unter Vertrag, wo er für die U-23-Mannschaft in der dritten Liga aufläuft.

## Sportlicher Werdegang
Brandt begann mit dem Vereinsfußball beim HSC Hannover und wechselte 2013 in den Nachwuchsbereich von Hannover 96. Dort durchlief er die Juniorenmannschaften und lief für den Klub in der B-Junioren- und A-Junioren-Bundesliga sowie im DFB-Pokal der Junioren auf. Im Frühjahr 2022 debütierte er für die U-23-Mannschaft in der Regionalliga Nord, als er in der Meisterrunde der Spielzeit 2021/22 als Trainer Lars Fuchs ihn als Einwechselspieler bei der 1:2-Niederlage gegen die Zweitvertretung von Holstein Kiel einsetzte. Nach zwei weiteren Kurzeinsätzen in den folgenden Spielen kehrte er in den Jugendbereich zurück. Unter Trainer Daniel Stendel rückte er in der Spielzeit 2023/24 erneut auf und kam zu Beginn der Saison zu einigen Einsätzen, erst in der Rückrunde etablierte er sich aber dauerhaft im Erwachsenenbereich. Sein Startelfdebüt feierte er dabei im April 2024 erneut mit der U-23-Mannschaft von Holstein Kiel als Gegner. Nach dem Aufstieg in die dritte Liga am Saisonende verlängerte er seinen Vertrag. Am ersten Spieltag der Drittligasaison 2024/25 debütierte er bei der 1:2-Niederlage gegen den FC Erzgebirge Aue als Einwechselspieler für Montell Ndikom im Profifußball, in der Folgezeit schwankte er unter Stendel zwischen Startelf, Ersatzbank und Tribünenplatz. Gegen Ende der Hinrunde etablierte er sich in der Startformation und erzielte zum Rückrundenauftakt am 17. Januar 2025 mit dem Treffer zum 2:1-Endstand beim Heimerfolg über den FC Erzgebirge Aue sein erstes Profitor. Zwei Wochen später verlängerte er Anfang Februar 2025 erneut vorzeitig seinen Vertrag bei Hannover 96.